# Ian Emberson
Ian Emberson (1951/1952) is een Amerikaanse triatleet. Hij werd in 1979 derde op de tweede Ironman Hawaï. 
Als 27-jarige restaurantmanager van het Honolulu hotel, kwam hij als eerste uit het water. Zijn zwemtijd was 1:02.35. Na een kilometer of 40 fietsen werd hij op een helling ingehaald door Tom Warren.

## Belangrijke prestaties

### triatlon
- 1978: 4e Ironman Hawaï - 14:03.25
- 1979:  Ironman Hawaï - 12:23.30